# Jakob Avenius Anckarsvärd
Jakob Olof Cosswa Avenius Anckarsvärd J.A.A, född 16 juni 1972 i Kristianstads Heliga Trefaldighets församling, Kristianstads län, är en svensk konstnär.

## Biografi
Anckarsvärds inriktning som målare beskrivs som neoexpressionistisk och koloristisk med landskap som motiv och med återkommande politiska kommentarer.
Anckarsvärd utbildade sig vid Glasgow School of Art fri konst 2000–2003. Han har en magisterexamen från Konstfack i visuell kommunikation och en fil kand i konsthistoria.  Anckarsvärd arbetar främst med måleri och har sedan 2002 ställt ut i Stockholm, Malmö, Göteborg, Örebro, Halmstad, Lund, Båstad, Köpenhamn, London, Venedig, Edinburgh, Alexandria, Paris, New York, Istanbul, Moskva, Chicago, Glasgow och Berlin.
Anckarsvärd tilldelades Halmstadgruppens stipendium 1999 och Peggy Nermans Konstnärsstipendium 2022.

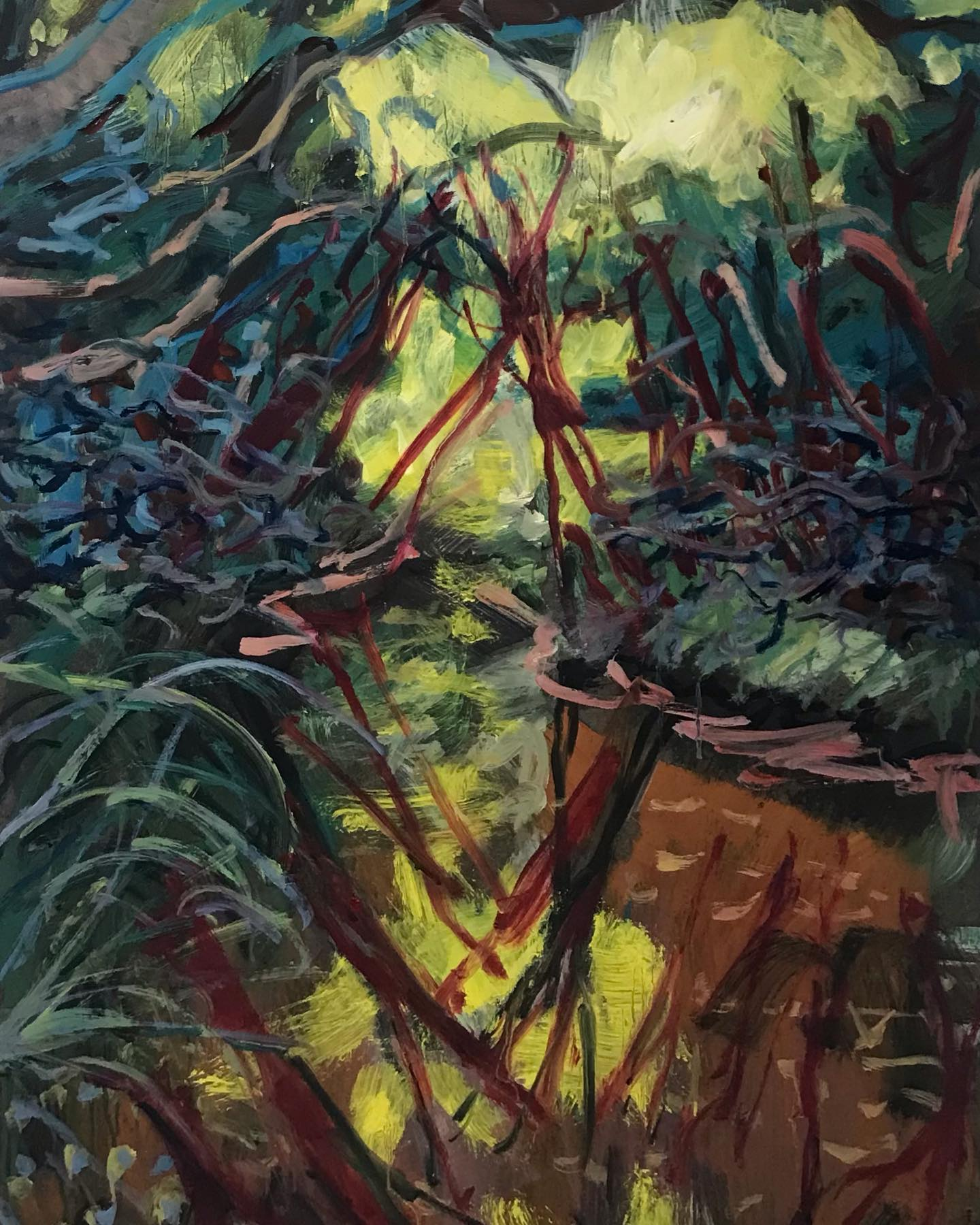
Hallands Floder #18, Olja på pannå, Jakob Anckarsvärd

Anckarsvärd visas återkommande på Galleri Agardh och Tornvall, Galleri Blå i Linköping och Båstad.  Han har även ställt ut bland annat på Vida Konstmuseum, Färgfabriken, Konstnärshuset, Kulturhuset, Karlslunds herrgård, Mjellby Konstmuseum, Nynäshamns Konsthall, Tomarps Kungsgård, Överby Gård Konstcentrum, Konstforum, Körsbärsgården, Torekov Konsthall, Konstakuten, Uppsala domkyrka och på Stockholms Kulturfestival. Anckarsvärd har deltagit på Liljevalchs Vårsalong 1997, 2019 och 2022
2013-2017 genomförde Anckarsvärd en konstturné med Urban Larsen (socialantropolog). Denna med bakgrund av Nationalmuseums renovering 2014-2018. Utställningsturnén behandlade kulturarv och relationen mellan landsorten och storstadens institutioner. Parafraser utförda av Jakob Anckarsvärd visades på Sveriges Hembygdsgårdar under sommarmånaderna.
Anckarsvärd arbetar främst med landskap och återkommande med politiska sådana där migration, klimat, nyheter och krig återfinns i motiven.
Offentliga verk av Anckarsvärd är bland annat Korsvägstavlorna i Sankta Eugenia katolska kyrka i Stockholm.

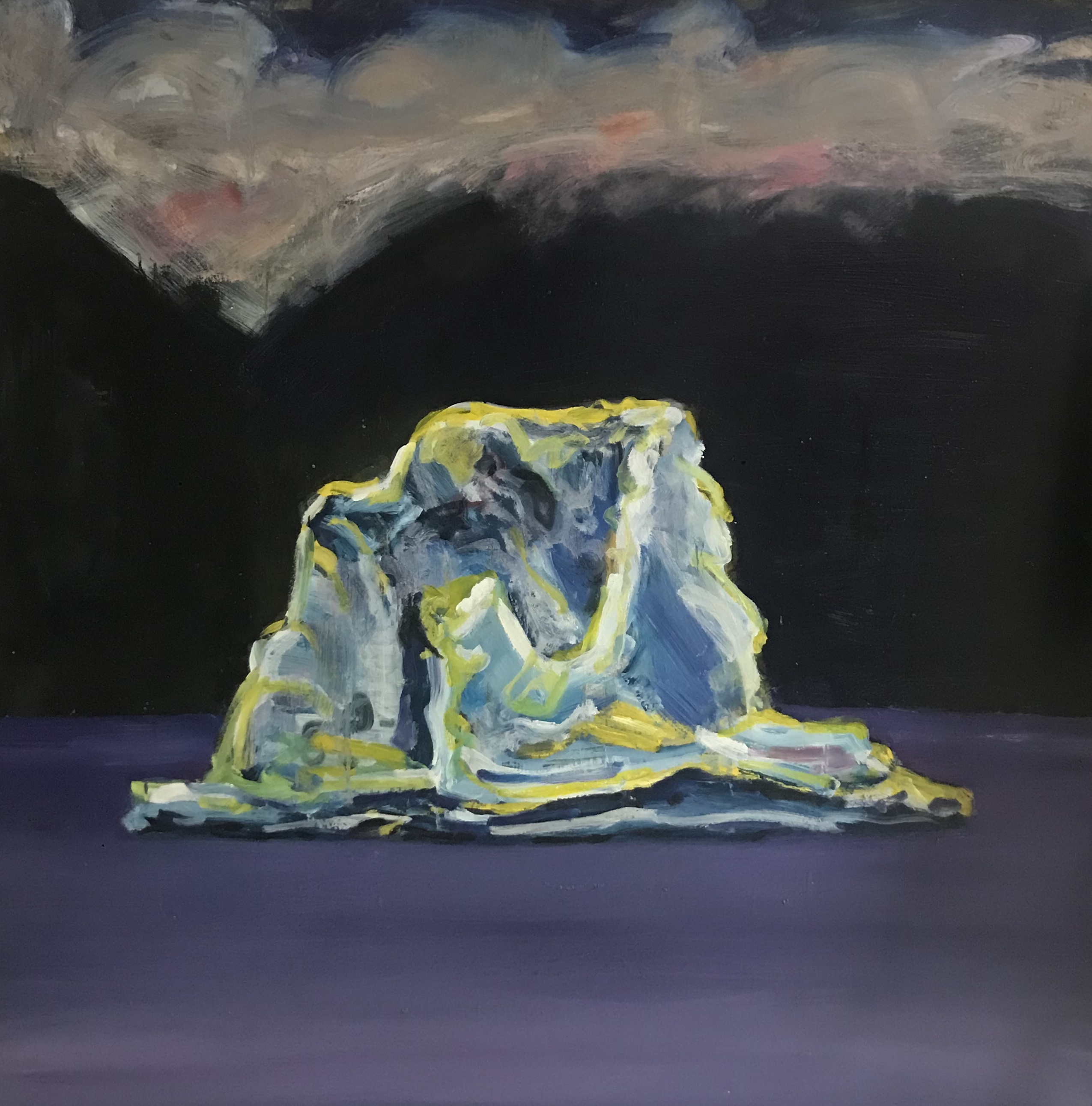

Anckarsvärd finns representerad bland annat på Teckningsmuseet i Laholm, Norrköpings konstmuseum, Gotlands konstmuseum, Bibliotheca Alexandrina, Konstakademiens Bibliotek, Lidingö Stadshus, Körsbärsgården, Engelbrektsskolan, Hässelby Villastads Skola, Nordea Bank, Handelsbanken, SE-Banken, St Görans sjukhus och Akademiska sjukhuset i Uppsala.